# بييرا ماكينا
بييرا ماكينا (من مواليد 11 أبريل 1981) هي مُنسقة موسيقى ومُمثلة وشخصية تلفزيونية كينية. فازت المُمثلة بجائزة أفضل ممثلة في دور مُساعد عن دورها في فيلم «عندما يأتي الحب» (بالإنجليزية: When Love Comes Around)‏ في حفل توزيع جوائز نوليوود ونقاد السينما الأفريقية في لوس أنجلوس.

## طفولتها ومسارها الدراسي
وُلدت ماكينا يوم 11 أبريل 1981 في مدينة ميرو في كينيا. حصلت على تعليمها الثانوي في ثانوية شوغوريا للبنات. واصلت بعد ذلك دراستها في معهد كينيا للإعلام، حيث درست هُناك الإنتاج الإذاعي.

## مسارها الفني
على الرغم من أن ماكينا بدأت مسارها الفني في التمثيل أثناء دراستها الثانوية، إلا أنها لم تلج عالم صناعة السينما والتلفزيون الكينية إلا في عام 2010. شاركت بييرا ماكينا في العديد من الأفلام أبرزُها أفلام «كيسوليسولي» و«تاوسي» و«تاهيدي هاي» و«غير متصل» و«التغييرات».
عملت كمُراسلة ومُنتجة في شبكة القنوات الوطنية في كينيا المعروفة اختصارا باسم (بالإنجليزية: KBC)‏. عملت أيضًا كمُقدمة أخبار في كُل من (بالإنجليزية: Radio Waumini)‏ و(بالإنجليزية: YFM)‏ و(بالإنجليزية: Hot 96)‏.
بدأت نشاطها في مجال تنسيق الموسيقى سنة 2010، وهي حاليا واحدة من أكثر الفنانين شُهرة في هذا المجال في كينيا. أدت عدة عُروض في بعض الفعاليات الدولية في بوروندي وغانا ونيجيريا والولايات المتحدة.

## أفلامها
هذه بعض الأفلام التي شاركت فيها بييرا ماكينا:
- كيسوليسولي (بالإنجليزية: Kisulisuli)‏.
- تاوسي (بالإنجليزية: Tausi)‏.
- عندما يأتي الحب (بالإنجليزية: When Love Comes Around)‏.
- التغييرات (بالإنجليزية: Changes)‏.
- تاهيدي هاي (بالإنجليزية: Tahidi High)‏.
- غير مُتصل (بالإنجليزية: Disconnect)‏.

## الجوائز والترشيحات
- 2014 - رُشحت لنيل جائزة أفضل ممثلة أفريقية عن دورها في فيلم «عندما يأتي الحب»، وهذه الجائزة هي في إطار حفل توزيع جوائز أفلام غانا.[5]
- 2015 - فازت بجائزة أفضل مُمثلة في دور مُساعد في حفل توزيع جوائز نوليوود ونقاد السينما الأفريقية في لوس أنجلوس عن دورها في نفس الفيلم.[1]

## حياتها الشخصية
بييرا ماكينا هي أم لطفل واحد.

## روابط خارجية
بييرا ماكينا على موقع IMDb (الإنجليزية)